# Eija-Riitta Korhola
Eija-Riitta Korhola (ur. 15 czerwca 1959 w Lahti) – fińska polityk, posłanka do Parlamentu Europejskiego V, VI, VII i IX kadencji.

## Życiorys
W 1990 ukończyła studia magisterskie z zakresu filozofii na Uniwersytecie Helsińskim. Zajmowała się organizowaniem szkoleń w organizacji charytatywnej Finnchurchaid, była też asystentką w redakcji jednej ze stacji radiowych. W drugiej połowie lat 90. pracowała jako dziennikarka. W 2002 stanęła na czele organizacji First Step Forum, zajmującej się działalnością na rzecz praw człowieka.
W 1999, 2004 i 2009 uzyskiwała mandat deputowanej do Parlamentu Europejskiego, który sprawowała do 2014. Działała w Chrześcijańskich Demokratach, w 2003 przeszła do Partii Koalicji Narodowej. W 2006 została wiceprzewodniczącą tego ugrupowania. W 2023 wystąpiła z partii, później ponownie związała się z chadekami. W 2024 objęła zwolniony mandat posłanki do PE IX kadencji (na kilka tygodni przed jej końcem).